# Wereldoceanendag
De Wereld Oceanen Dag is per 8 juni 2009 aangewezen. De Verenigde Naties hebben dat besluit in 2008 als "World Oceans Day" in resolutie 63/111, paragraaf 171, aangenomen. Dit naar aanleiding van het VN-Klimaatverdrag over Milieu en Ontwikkeling, die in 1992 te Rio de Janeiro gehouden werd.

## Omschrijving
Oceanen zijn belangrijk voor de voedselzekerheid en gezondheid, het voortbestaan van alle leven en de veerkracht van het klimaat die van cruciaal belang zijn voor de biosfeer. De dag is uitgeroepen om in de internationale gemeenschap hier aandacht voor te vragen.

## Problematiek
De aandacht gaat onder andere uit naar problemen die worden veroorzaakt door vervuiling van de oceanen door vooral plastic, maar ook sigaretten. Overbevissing is eveneens een belangrijk onderwerp.